# Narosodes lithosioides
Narosodes lithosioides là một loài bướm đêm thuộc phân họ Arctiinae, họ Erebidae.